# Палладиймолибден
Палладиймолибден — бинарное неорганическое соединение, интерметаллид
палладия и молибдена
с формулой MoPd,
кристаллы.

## Получение
- Сплавление стехиометрических количеств чистых веществ:

{\displaystyle {\mathsf {Pd+Mo\ {\xrightarrow {1700^{o}C}}\ MoPd}}}

## Физические свойства
Палладиймолибден образует кристаллы
гексагональной сингонии,
пространственная группа P 63/mmc,
параметры ячейки a = 0,2767÷0,2777 нм, c = 0,4485÷0,4490 нм, Z = 1,
структура типа магния Mg
.
Соединение образуется по перитектической реакции при температуре 1750°С; 1747; 1720.
Разлагается при температуре ниже 1370°С.
Имеет широкую область гомогенности и ему приписывают состав Mo9Pd11.